# Petrichus fuliginosus
Petrichus fuliginosus är en spindelart som först beskrevs av Hercule Nicolet 1849.  Petrichus fuliginosus ingår i släktet Petrichus och familjen snabblöparspindlar. Inga underarter finns listade i Catalogue of Life.